# Società Polisportiva La Fiorita
Maillots
Actualités
Le SP La Fiorita est un club de football saint-marinais, basé à Montegiardino et fondé en 1967.

## Histoire
Un premier club voit le jour en 1936. En 1967, le club actuel est fondé par 18 personnes. Il est basé à Montegiardino.

## Bilan sportif

### Palmarès
- Championnat de Saint-Marin
  - Champion : 1987, 1990, 2014, 2017, 2018, 2022
  - Vice-champion : 1989, 1994, 1995, 1997, 2016, 2019 et 2021

- Coupe de Saint-Marin
  - Vainqueur : 1986, 2012, 2013, 2016, 2018, 2021 et 2024
  - Finaliste : 1988, 1989, 2017

- Supercoupe de Saint-Marin
  - Vainqueur : 1986, 1987, 2007, 2012, 2018 et 2021
  - Finaliste : 1996, 1997, 2013, 2014, 2016 , 2017, 2022 et 2024

### Bilan européen
Après 14 doubles confrontations desquelles le club est sorti défaitiste, le club remporte son premier match européen grâce à un but de Jacopo Semprini dans les derniers instants du match retour du premier tour de Ligue Conférence contre l'Isloch Minsk. Ce but envoie les deux équipes en prolongations au score cumulé (1-1) puis aux tirs aux but, et, dans une séance ou seul Antonio Guerri rate son tirs coté saint-marinais, contre deux joueurs coté biélorusse, La Fiorita s'impose 4-2 et rallie le second tour ou le club turc du Başakşehir FK les attend.
Note : dans les résultats ci-dessous, le score du club est toujours donné en premier
| Saison    | Compétition             | Tour              | Club                  | Domicile | Extérieur | Total             |
| --------- | ----------------------- | ----------------- | --------------------- | -------- | --------- | ----------------- |
| 2012-2013 | Ligue Europa            | Premier tour Q    | Liepājas Metalurgs    | 0 - 2    | 0 - 4     | 0 - 6             |
| 2013-2014 | Ligue Europa            | Premier tour Q    | Valletta FC           | 0 - 1    | 0 - 3     | 0 - 4             |
| 2014-2015 | Ligue des champions     | Premier tour Q    | Levadia Tallinn       | 0 - 1    | 0 - 7     | 0 - 8             |
| 2015-2016 | Ligue Europa            | Premier tour Q    | FC Vaduz              | 0 - 5    | 1 - 5     | 1 - 10            |
| 2016-2017 | Ligue Europa            | Premier tour Q    | Debrecen VSC          | 0 - 5    | 0 - 2     | 0 - 7             |
| 2017-2018 | Ligue des champions     | Premier tour Q    | Linfield FC           | 0 - 0    | 0 - 1     | 0 - 1             |
| 2018-2019 | Ligue des champions     | Tour préliminaire | Lincoln Red Imps      | 0 - 2    | 0 - 2     | 0 - 2             |
| 2018-2019 | Ligue Europa            | Deuxième tour Q   | Spartaks Jūrmala      | 0 - 3    | 0 - 6     | 0 - 9             |
| 2019-2020 | Ligue Europa            | Tour préliminaire | UE Engordany          | 0 - 1    | 1 - 2     | 1 - 3             |
| 2020-2021 | Ligue Europa            | Tour préliminaire | Coleraine FC          | N/A      | 0 - 1     | 0 - 1             |
| 2021-2022 | Ligue Europa Conférence | Premier tour Q    | Birkirkara FC         | 1 - 1    | 0 - 1     | 1 - 2             |
| 2022-2023 | Ligue des champions     | Tour préliminaire | Inter Club d'Escaldes | 1 - 2    | 1 - 2     | 1 - 2             |
| 2022-2023 | Ligue Europa Conférence | Deuxième tour Q   | KF Ballkani           | 0 - 4    | 0 - 6     | 0 - 10            |
| 2023-2024 | Ligue Europa Conférence | Premier tour Q    | Zimbru Chișinău       | 1 - 1    | 0 - 1     | 1 - 2             |
| 2024-2025 | Ligue Conférence        | Premier tour Q    | Isloch Minsk Raion    | 0 - 1    | 1 - 0 ap  | 1 - 1 (4 - 2 tab) |
| 2024-2025 | Ligue Conférence        | Deuxième tour Q   | İstanbul Başakşehir   | 0 - 4    | 1 - 6     | 1 - 10            |
| 2025-2026 | Ligue Conférence        | Premier tour Q    | Vardar Skopje         | 2 - 2    | 0 - 3     | 2 - 5             |

Légende
- Victoire ou qualification pour le tour suivant
- Match nul
- Défaite ou élimination de la compétition